# Eyre Coote

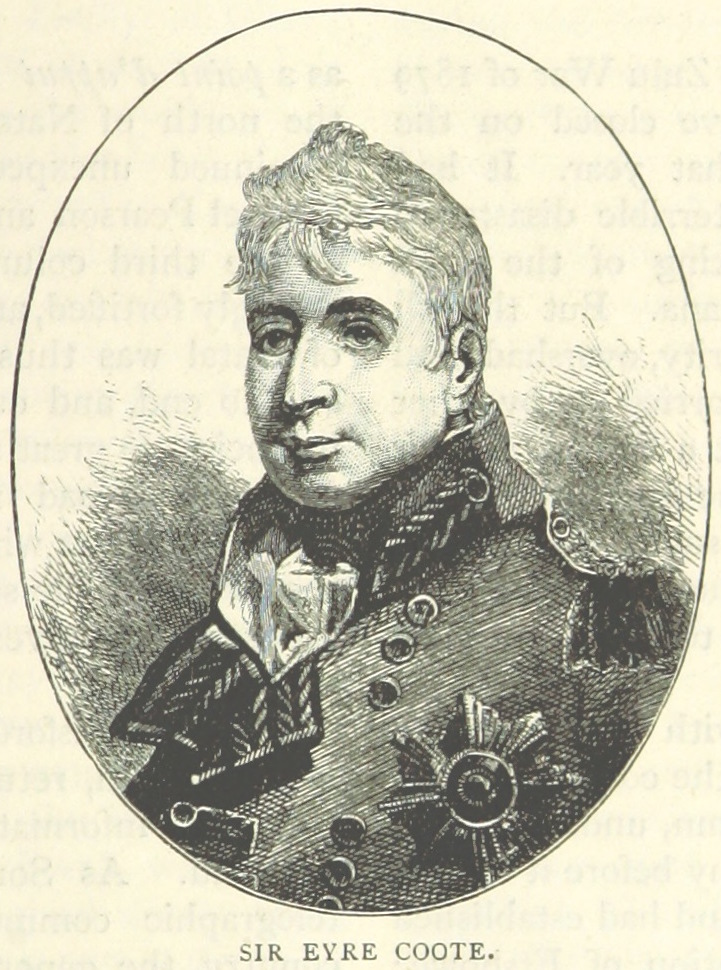
Eyre Coote

Eyre Coote, (1762 - 1823) foi um militar britânico.
Serviu na Inglaterra e Irlanda quando do Bloqueio Continental, pela França.  Ainda serviria nos Países Baixos, Egito e por pouco tempo foi Governador-geral da Jamaica quando, acredita-se, possa ter sido um ancestral de Colin Powell[carece de fontes?].
Foi um dos que, por motivos políticos, tiveram sua Ordem do Banho revogada. Faleceu antes do restabelecimento da sua Ordem.